# Tennistoernooi van Memphis 2013
Het tennistoernooi van Memphis in 2013 werd van 17 tot en met 24 februari 2013 op de hardcourt-binnenbanen van de Racquet Club of Memphis in de Amerikaanse stad Memphis (Tennessee) gespeeld. De officiële naam van het toernooi was US National Indoor Tennis Championships.
Het toernooi bestond uit twee delen:
- WTA-toernooi van Memphis 2013, het toernooi voor de vrouwen
- ATP-toernooi van Memphis 2013, het toernooi voor de mannen

ATP-toernooi van Memphis – WTA-toernooi van Memphis

2002 · 2003 · 2004 · 2005 · 2006 · 2007 · 2008 · 2009 · 2010 · 2011 · 2012 · 2013